# Estrela de Przybylski
A Estrela de Przybylski (HD 101065) é uma estrela peculiar na constelação de Centaurus. Recebeu o nome do astrônomo Antoni Przybylski, que descobriu em 1961 seu espectro peculiar que não se encaixa nos padrões de classificação estelar. Tem uma magnitude aparente visual de 8,03, sendo invisível a olho nu. De acordo com dados de paralaxe, do terceiro lançamento do catálogo Gaia, está localizada a uma distância de aproximadamente 357 anos-luz (109 parsecs) da Terra. Tem uma alta velocidade peculiar de 23,8 ± 1,9 km/s, em relação às estrelas vizinhas, sendo uma possível estrela fugitiva.
Esta é uma estrela Ap e uma das estrelas mais peculiares já achadas. Seu espectro apresenta uma abundância baixa de ferro e níquel e extremamente alta de elementos pesados, como terras raras (lantanídeos mais escândio e ítrio), que têm abundâncias até 10000 vezes superiores às do Sol. Também foram detectados no espectro elementos radioativos de meia vida curta, como promécio, tecnécio e alguns actinídeos, cuja existência não é explicada por processos de difusão na atmosfera, a teoria dominante sobre peculiaridades químicas em estrelas. Já foi sugerido que esses elementos são criados por interação de material da estrela com partículas carregadas do campo magnético. Como é comum em estrelas Ap, a Estrela de Przybylski possui um forte campo magnético de 2300 ± 350 G.
A Estrela de Przybylski é também uma estrela roAp (estrela Ap de oscilação rápida, um subtipo das estrelas Ap) e a primeira estrela desse tipo descoberta. Essas são estrelas magnéticas que apresentam pulsações de baixa amplitude com períodos muito curtos, semelhantes a variáveis δ Scuti. As pulsações da Estrela de Przybylski foram detectadas fotometricamente em 1978 e têm um período de 12,141 ± 0,003 minutos com uma amplitude de 0,012 magnitudes na banda B.

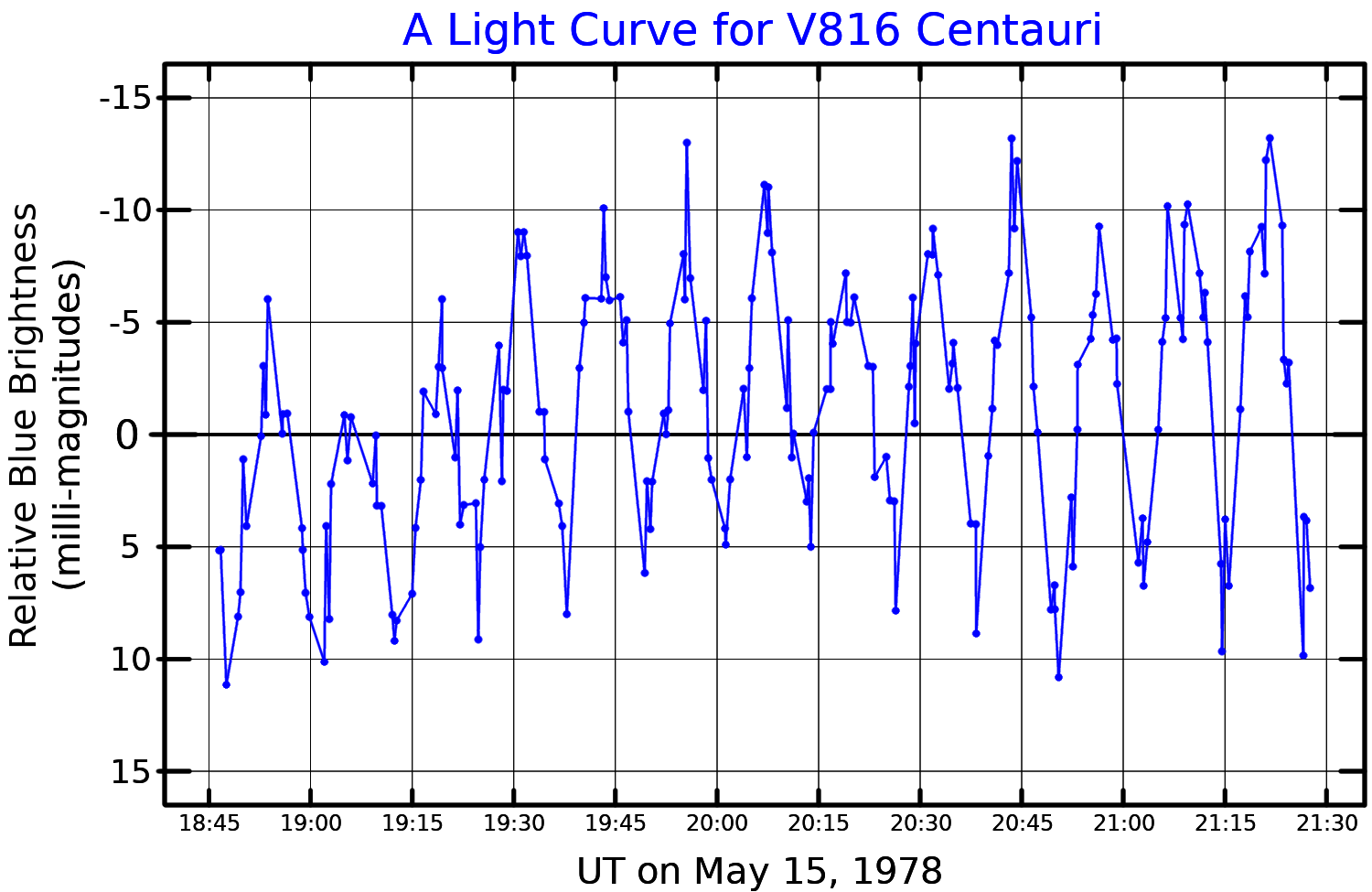
Curva de luz (banda azul) da Estrela de Przybylski